# 圣马丁保护国
秘鲁保护国（西班牙語：Protectorado del Perú），又称圣马丁保护国（Protectorado de San Martín）、自由诸省政权（Régimen de los Departamentos Libres），是1821年秘鲁地区宣布脱离西班牙帝国独立后建立的一个保护国。该国在何塞·德·圣马丁以及拉普拉塔联合省的统治下存在1年又17天。